# 計器定期取替
計器定期取替（けいきていきとりかえ）とは、電力会社が所有する電力量計を計量法に従って定期的に取り替えることである。
計量法第72条ならびに計量法施行令第18条の規定により一般的な家庭に設置している機械式電力量計は10年、電子式電力量計は7年で取り替えを行っている。分解・検査され、日本電気計器検定所で検定を受けた後、新たに設置される。一部の特殊な電力量計は取り替えサイクルが異なり、また、停電が必要な場合と必要で無い場合がある。取替は計器に付与された有効期限に従って期限内に行われる。